# Иоганн Вильгельм Фризо Оранский
Иоганн Вильгельм Фризо, принц Оранский-Нассау (нидерл. Johan Willem Friso van Nassau-Dietz; 14 августа 1687, Дессау — 14 июля 1711, Холландс-Дип) — князь Нассау-Дица (1696—1702), штатгальтер Фрисландии и Гронингена (1696—1711), принц Оранж-Нассау (1702—1711), принц Оранский и барон Бреды (1702—1711). Предок всех европейских монархов, занимающих престол в настоящее время.

## Биография
Иоганн Вильгельм Фризо — второй сын Генриха Казимира II, князя Нассау-Дица, и принцессы Генриетты Амалии Ангальт-Дессауской (1666—1726). Двоюродный брат и наследник Вильгельма III Оранского (1650—1702). Будучи членом Нассауской династии, Иоганн Вильгельм Фризо, благодаря завещанию Вильгельма III, стал родоначальником новой линии Оранского дома.
В 1696 году после смерти своего отца Генриха Казимира Иоганн Вильгельм Фризо унаследовал титул принца Нассау-Дица, а также должность штатгальтера Фрисландии и Гронингена.
После смерти своего кузена Вильгельма III Оранского, штатгальтера Голландии и короля Англии, угасла мужская линия потомков Вильгельма Молчаливого (1533—1584). Иоганн Вильгельм Фризо, старший мужской потомок Иоганна VI, графа Нассау-Дилленбурга, младшего брата Вильгельма Молчаливого, принца Оранского, и внук по женской линии Фредерика-Генриха Оранского (1584—1647), деда Вильгельма III, стал претендовать на должность штатгальтера во всех провинциях, где правил Вильгельм III. Но республиканская фракция в Голландии не допустила усиления власти Иоганна Вильгельма Фризо.
Пять провинций, которыми управлял Вильгельм III Оранский — Голландия, Зеландия, Утрехт, Гелдерланд и Оверэйссел — отказались признавать власть Иоганна Вильгельма Фризо, который контролировал только провинции Фрисландия и Гронинген, где его предки занимали наследственную должность штатгальтера. Иоганн Вильгельм Фризо стал основателем третьего Оранского дома, который угас в мужской линии в 1890 году. Его сын Вильгельм IV, принц Оранский (1711—1751), позднее стал штатгальтером всех семи голландских провинций.
В 1707 году Иоганн Вильгельм Фризо, принц Оранский, стал генералом голландской армии во время Войны за испанское наследство под командованием герцога Мальборо. Он командовал голландской пехотой в битве при Ауденарде, во время осады Лилля и в битве при Мальплаке.
В июле 1711 года во время возвращения с фронта в Гаагу Иоганн Вильгельм Фризо утонул в реке Холландс-Дип, между Дордрехтом и Мурдейком. Его единственный сын Вильгельм родился через шесть недель после смерти отца.

## Семья
26 апреля 1709 года Иоганн Вильгельм Фризо женился на принцессе Марии Луизе Гессен-Кассельской (1688—1765), дочери Карла I, ландграфа Гессен-Касселя (1654—1730), и принцессы Марии Амалии Курляндской (1653—1711). У супругов было двое детей:
- Анна Шарлотта Амалия (23 октября 1710 — 18 сентября 1777), жена с 1727 года Фридриха, наследного принца Баден-Дурлахского (1703—1732)
- Вильгельм IV, принц Оранский (1 сентября 1711 — 22 октября 1751), генеральный штатгальтер Республики Соединенных провинций (1747—1751), женат с 1734 года на принцессе Анне Ганноверской (1709—1759).

Все ныне правящие дома Европы состоят из потомков их сына Вильгельма IV Оранского и дочери принцессы Амалии Нассау-Дитц.
Большинство монарших домов Европы состоят из потомков Вильгельма IV Оранского и принцессы Амалии Нассау-Дитц.
- ветви Амалии принадлежат: королевский дом Бельгии, княжеский дом Лихтенштейна, Монако, герцогства Люксембурга, королевский дом Румынии.
- ветви Вильгельма IV Оранского принадлежат: королевский дом Бельгии, царский дом Болгарии, королевский дом Дании, королевский дом Греции, герцогства Люксембурга, королевский дом Нидерландов, королевский дом Норвегии, королевский дом Румынии, королевский дом Испании, королевский дом Великобритании.